# Architis fritzmuelleri
Architis fritzmuelleri är en spindelart som beskrevs av Santos 2007. Architis fritzmuelleri ingår i släktet Architis och familjen vårdnätsspindlar. Inga underarter finns listade i Catalogue of Life.